# Танкові війська

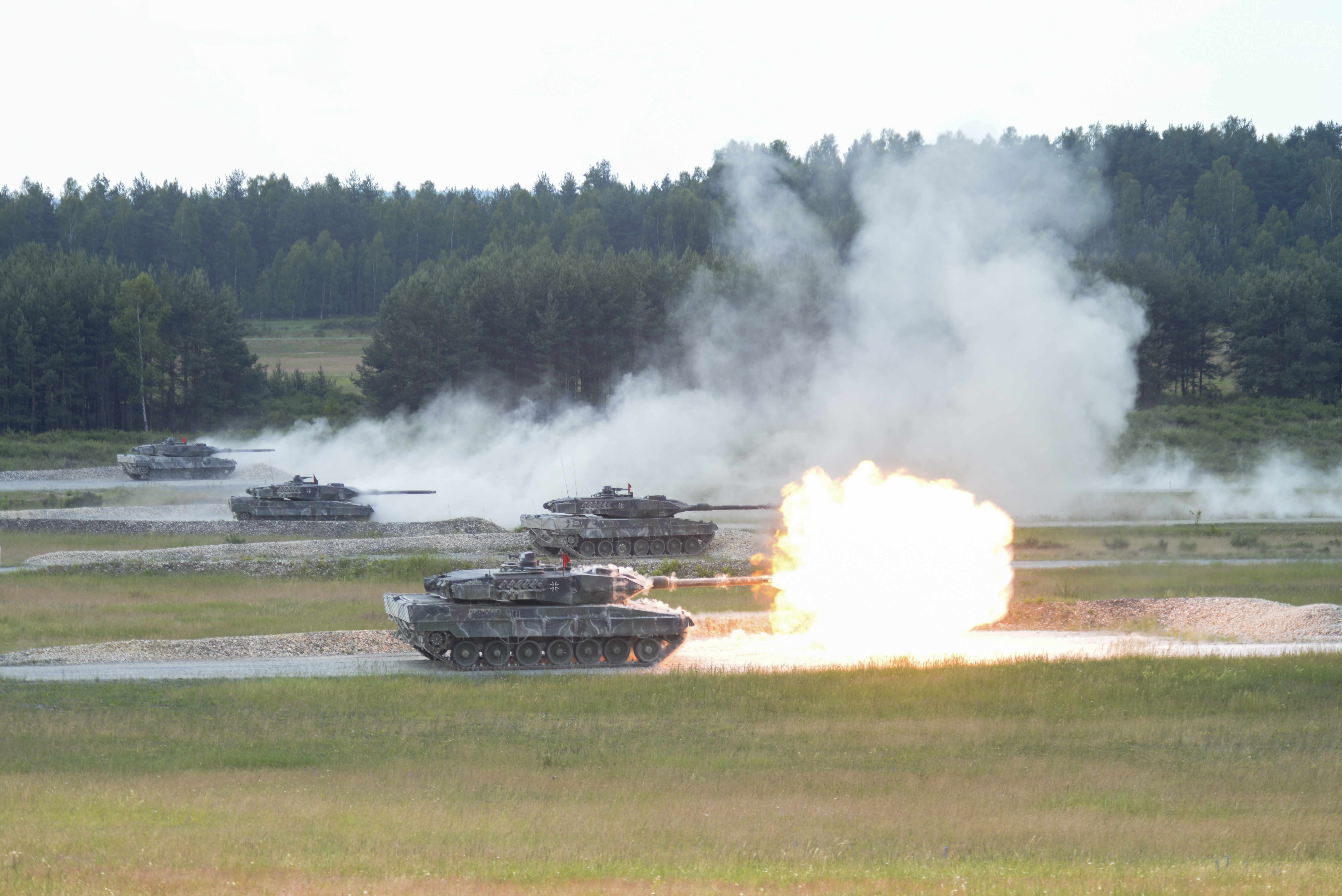
Чотири Leopard 2 ведуть вогонь, SETC-2018

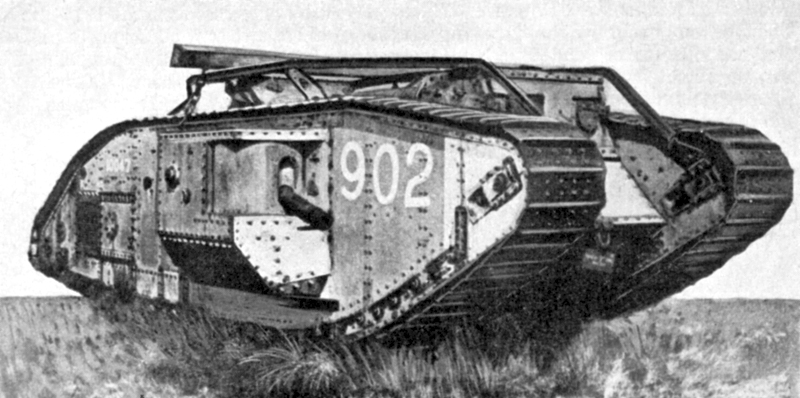
Танк Марк V. Велика Британія

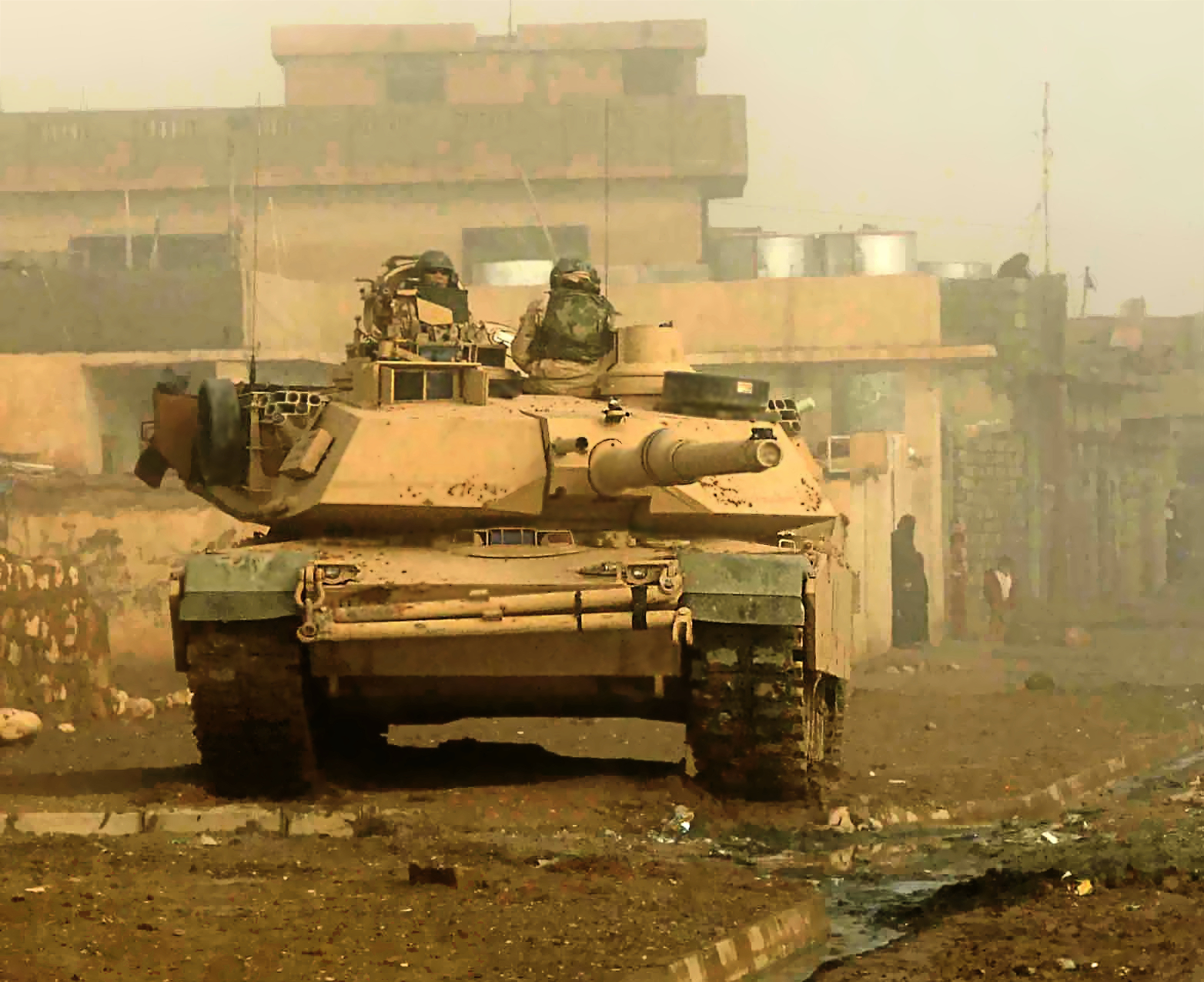
Основний бойовий танк М1A1 «Абрамс». Сполучені Штати Америки

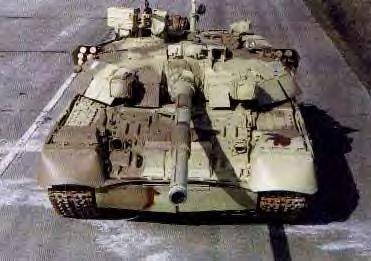
Танк Т-84. Україна

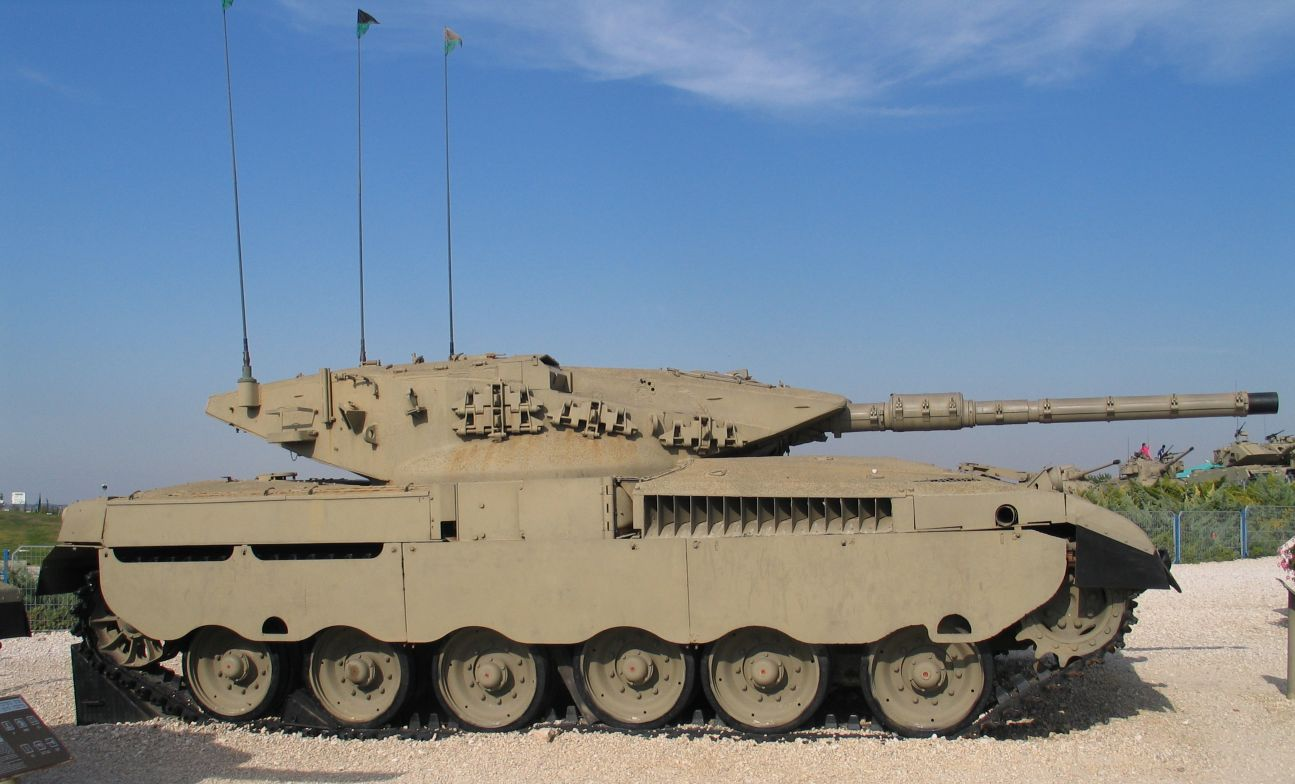
Танк «Меркава». Ізраїль

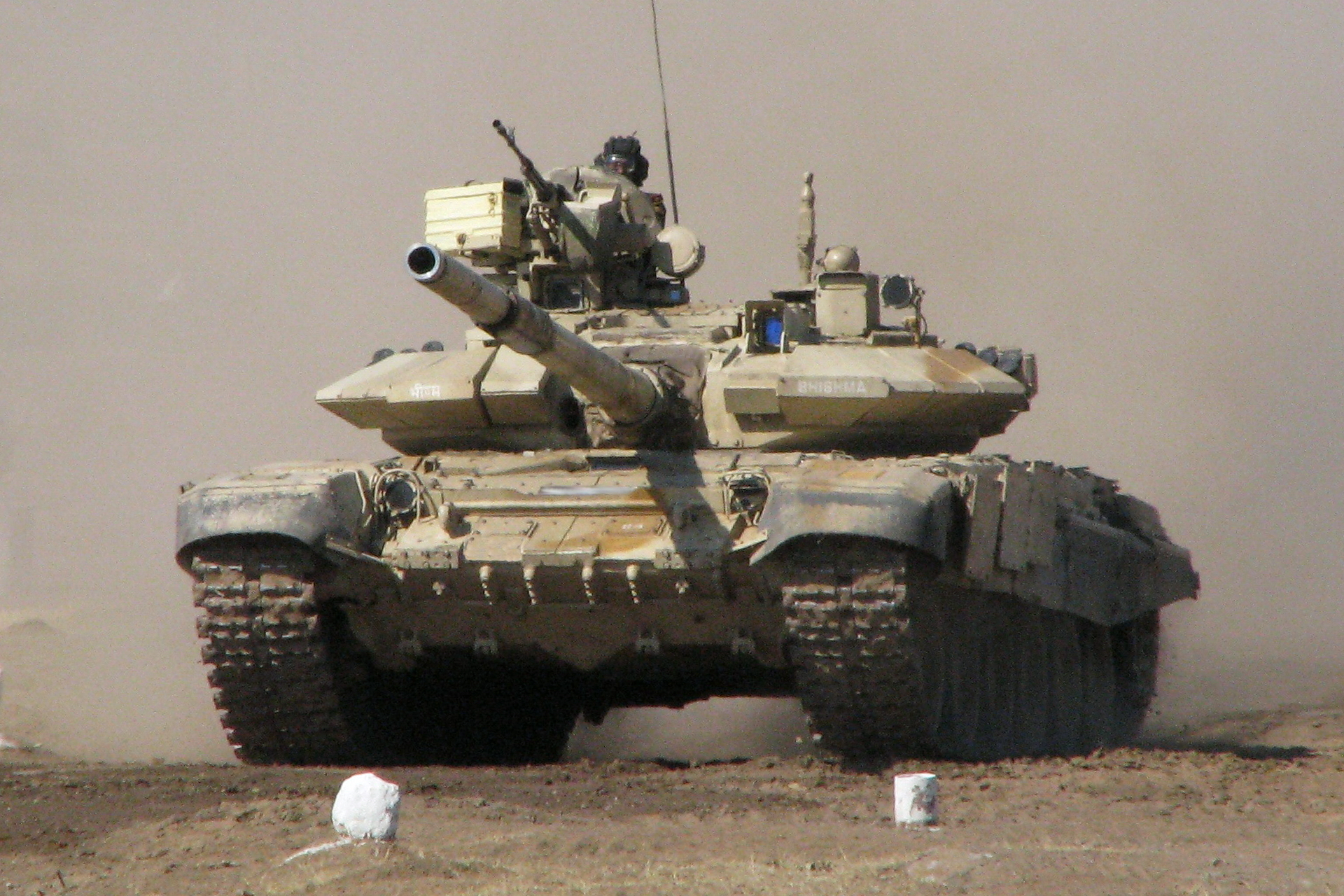
Танк Т-90. Росія

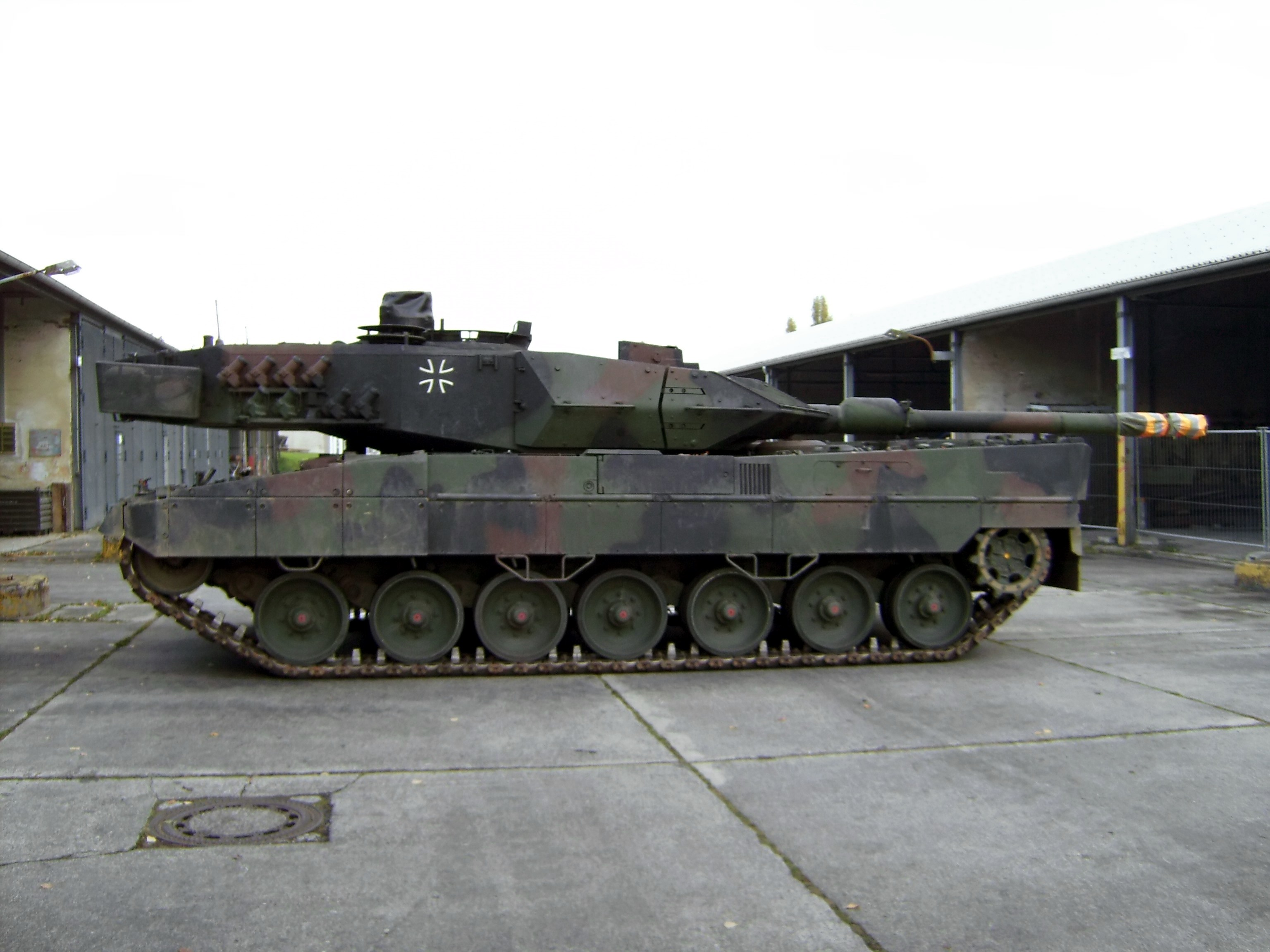
Танк Леопард 2А6. Німеччина

Та́нкові війська́ — рід сухопутних військ, який існує практично у всіх збройних силах різних держав. Складаються з танкових підрозділів, частин, з'єднань; крім того, до їх складу входять мотострілецькі (механізовані), ракетні, артилерійські, зенітні підрозділи і частини, а також інженерні, зв'язку, автомобільні і ін. підрозділи і частини спеціальних військ. Мають на озброєнні танки, самохідну артилерію, бронетранспортери, бойові машини піхоти, вертольоти і іншу техніку.
Танкові війська володіють великою вогневою потужністю і ударною силою, високою рухливістю і надійним броньовим захистом. Діючи масований на головних напрямках, вони здатні самостійно і у взаємодії з ін. родами військ долати оборону противника, вести високоманеврені бойові дії, просуватися на велику глибину, знищувати резерви противника, захоплювати і утримувати найважливіші рубежі і забезпечувати стрімке досягнення цілей бою і операції. Потужна броня танків робить їх відносно стійкими до дії вогню артилерії і приголомшуючих чинників ядерної зброї, різко знижує ступінь ураження екіпажу проникаючою радіацією і дозволяє вести успішні бойові дії в умовах застосування противником ядерної зброї.

## Історія
Танки вперше з'явилися під час Першої світової війни 1914—18 у зв'язку з необхідністю вирішити проблему прориву позиційної оборони, обладнаної в інженерному відношенні і насиченою артилерією, кулеметами і мінометами. Вперше танки (32 машини) були використані англійцями в операції на р. Сомма (1916). У 1917 в районі Камбре англійські війська застосували масовану атаку 378 танків. В ході подальшого розвитку танки показали себе як новий перспективний засіб, здатний у взаємодії з піхотою і артилерією долати позиційну оборону і розвивати тактичний успіх в оперативний.
У Радянських збройних силах попередником танкових військ були броньові сили, що складалися з автобронезагонів, основу яких становили бронемашини і бронепоїзди; власних танків під час Громадянської війни 1918—20 країна ще не мала. У січні 1918 була створена Рада броньових частин («Центробронь»), а в серпні 1918 — Центральне, а потім Головне броньове управління. У грудні 1920 на озброєння Червоної Армії стали поступати перші легкі радянські танки Сормовського заводу. З 1928 почалося виробництво танків МС-1 («малий, супроводу»).